# Centropen
Centropen a.s. — акционерная чешская компания по производству канцелярских товаров в г. Дачице. Производство было основано в 1940 году, но в 1948 году компания была национализирована и вошла в состав более крупного чешского производителя канцтоваров, Koh-i-Noor. В отдельное предприятие производство было выделено лишь после Бархатной революции спустя 40 лет. С 1989 года Centropen принадлежала государству, а с 1992 года перешла в частные руки.